# Kolam

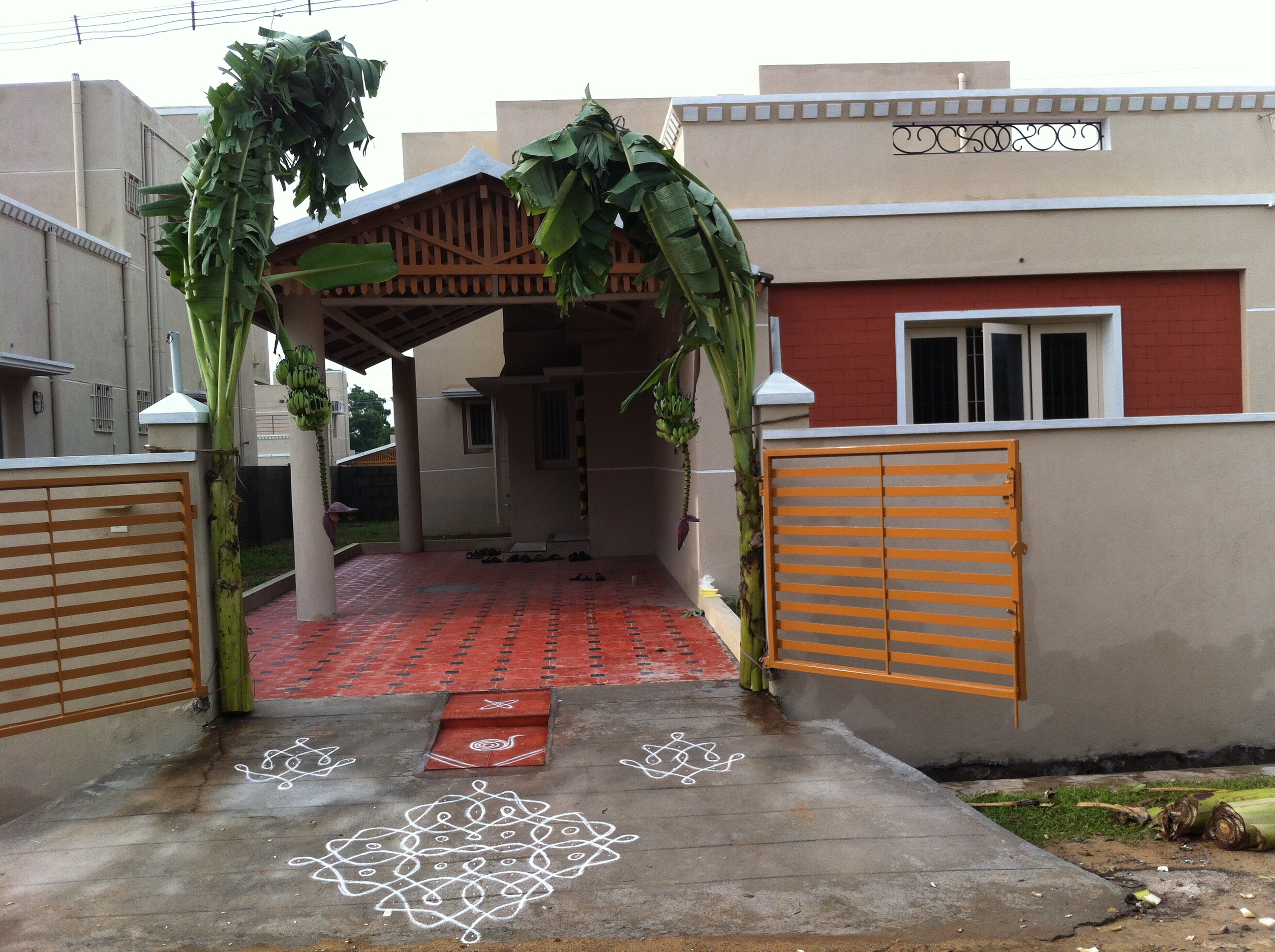
Kolam vor einem Haus in Tamil Nadu

Ein Kolam (Tamil: கோலம் kõlaṁ), Malayalam Kalam, Telugu Muggu, ist ein meist zentrisch symmetrisches Muster, das viele Frauen in Südindien täglich mit weißem oder gefärbtem Reismehl im Eingangsbereich ihres Hauses auf dem Boden anfertigen. Kompliziertere figürliche Darstellungen repräsentieren bei Tempelritualen zu besonderen Anlässen eine Gottheit.

## Religiöser Hintergrund

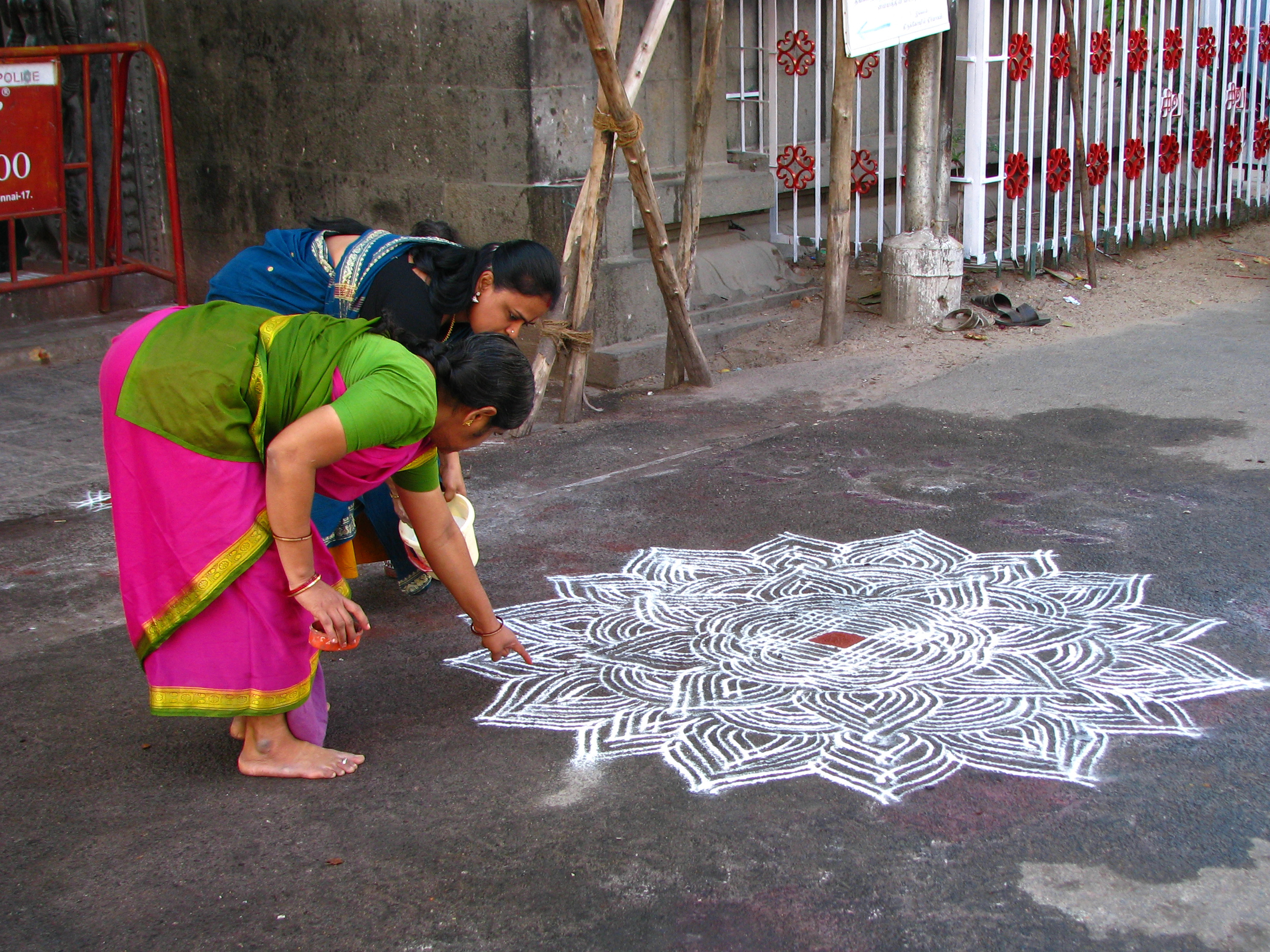
Frauen beim Anfertigen eines Kolams am Kapaliswarar-Tempel

Besonders lebendig ist diese hinduistische Sitte in Tamil Nadu sowie Kerala. Auch in Tempeln werden Kolams – ebenfalls von Frauen – frisch an Stellen aufgetragen, die rituell genutzt werden (z. B. im Minakshi-Tempel). Die glückverheißende, geradezu segnende Funktion dieser Motive, die sehr wahrscheinlich uralte Wurzeln hat und wohl mit den aus anderen Kulturen bekannten Labyrinth-Motiven in Verbindung zu bringen ist, wird dadurch verdeutlicht.

## Anfertigung

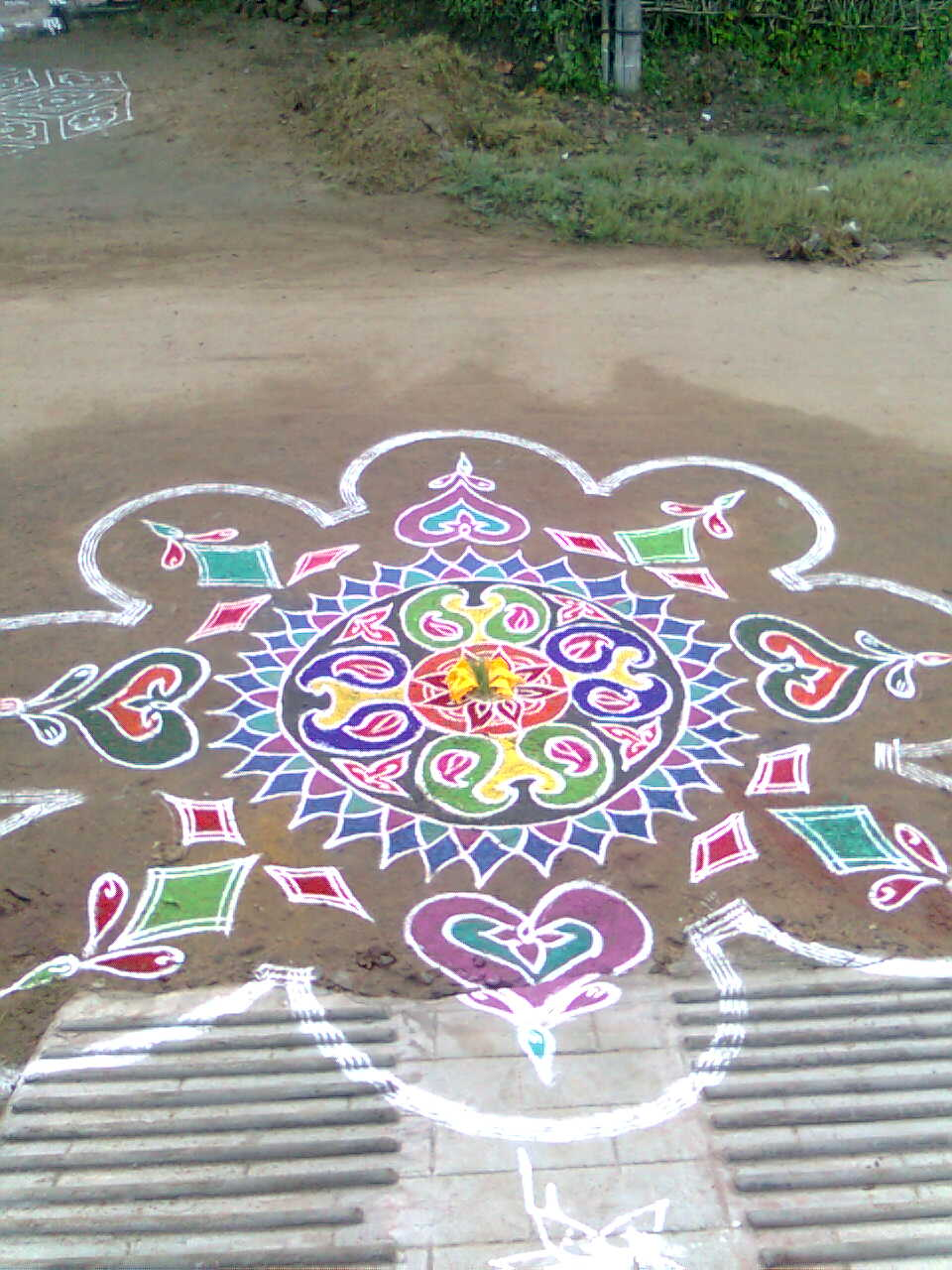
Mehrfarbiges Kolam

Die Fläche wird zuvor mit Wasser und Kuhdung gereinigt. Anschließend wird mit Reismehl eine Anzahl von Punkten aufgetragen, um die herum eine verschlungene, ununterbrochene Linie angebracht wird. Dabei lässt die Künstlerin das weiße Mehl zwischen Daumen und Zeigefinger herunterrieseln. Es werden auch Kolams ohne Punktraster und in verschiedenen Farben ausgeführt. In einigen Tempeln lässt sich ein Abrollgerät beobachten, mit dem sich mehrere parallele Linien gleichzeitig auftragen lassen, um bei der herannahenden Prozession das komplexe Motiv schneller herstellen zu können. Es existieren scheinbar unendlich viele Varianten, wobei jede Frau über ein beträchtliches überliefertes Repertoire verfügt. Jedem Wochentag sowie jedem Feiertag sollen spezielle Designs zugeordnet sein. Ursprünglich aus der hinduistischen Kultur stammend, findet man in neuerer Zeit gelegentlich auch Kolams mit christlichen Motiven wie etwa Kreuz und Kerzen. Auch Ornamente an einer Wand, die mit haltbarer Farbe aufgemalt sind, können zum Typus Kolam gehören.

## Bedeutung
Im ursprünglichen Sinne sollen Kolams auch mentale Disziplinen fördern, wie Kontemplation und Konzentration. Diese von Frauen ausgeübte Kunst hat eine vielschichtige Bedeutung. So interpretiert man die Punkte oft als Symbole für die Aufgaben des Lebens, während die kunstvollen Linien die Yatra (Pilgerreise) darstellen, die Lebensreise. Andere laden mit ihren Kolams die Naga-Schlangengottheiten ein, die ihre schützende, glück- und fruchtbarkeitverheißende Kraft dann für die Hausbewohner entfalten sollen. Die Abwehr zerstörerischer Einflüsse ist unbedingt als eine primäre Funktion des Kolam anzusehen. Das morgendliche Erneuern der Bilder gehört für viele Frauen noch heute zu den täglichen Pflichten, andere nehmen sich nur zu Feiertagen dafür Zeit. Schöne, komplexe Kolams gelten als Ausdruck für die Geschicklichkeit und Disziplin der Frau.

## Kerala
In Kerala wird in den Ritualdramen Mutiyettu und Ayyappan tiyatta ein Kalam hergestellt, welches für die Dauer der Aufführung die Gottheit repräsentiert. In einem abschließenden Akt zerstört der Hauptdarsteller das Bildnis. Die Farbreste werden aufgesammelt und den Gläubigen als Prasadam (segensspendende Gabe) mitgegeben. Kalampattu (pattu, „Gesang“) ist ein an Dorfschreinen in Kerala durchgeführtes Ritual, zu dem eine von der Zupflaute Nanduni begleitete Gesangsform gehört.
Eine andere Art dieser Bodenkunst ist das mit Blumen versehene Pukkalam in Kerala bzw. Rangoli im Norden Indiens.

## Mathematik
Mathematisch lassen sich die Kolams mit Gittersprachen beschreiben, wie sie z. B. der indische Mathematiker Gift Siromoney entwickelte. Mittels dieser Arbeiten ist es möglich, ein Kolam so zu beschreiben, dass ein Computer es nachzeichnen kann. Die Methode Siromoneys verwendet dafür einen Zweig der Graphentheorie.